# Vòng tròn đá Senegambia
Vòng tròn đá Senegambia là những vòng tròn đá ở phía bắc Janjanbureh của Gambia và khu vực trung tâm Sénégal. Với diện tích gần 30.000 km²,, chúng đôi khi được chia thành vòng tròn đá Wassu (Gambia), Sine-Saloum (Sénégal), nhưng được gộp chung lại thành vòng tròn đá Senegambia. Theo UNESCO thì đây là khu vực tập trung nhiều vòng tròn đá nhất trên thế giới. Các địa điểm bao gồm Wassu và Kerbatch ở Gambia; Wanar và Sine Ngayene ở Sénégal, đại diện cho sự tập trung phi thường của hơn 1.000 vòng tròn đá và các nấm mộ tumuli có liên quan trải rộng trên lãnh thổ rộng 100 km và dài  350 km dọc theo sông Gambia.